# Montbarrois
Montbarrois is een gemeente in het Franse departement Loiret (regio Centre-Val de Loire) en telt 252 inwoners (2005). De plaats maakt deel uit van het arrondissement Pithiviers.

## Geografie
De oppervlakte van Montbarrois bedraagt 6,0 km², de bevolkingsdichtheid is 42,0 inwoners per km².
De onderstaande kaart toont de ligging van Montbarrois met de belangrijkste infrastructuur en aangrenzende gemeenten.

## Demografie
Onderstaande figuur toont het verloop van het inwonertal (bron: INSEE-tellingen).